# Klaus Lohmann (Offizier)
Klaus Lohmann ist ein deutscher Offizier (Oberst a. D.). Er war Direktor des Sozialwissenschaftlichen Instituts der Bundeswehr.

## Leben
Lohmann studierte Erziehungswissenschaft und Elektrotechnik an der Hochschule der Bundeswehr Hamburg (Diplom-Pädagoge). Er war danach verschieden als Luftwaffenoffizier u. a. im Bundesministerium der Verteidigung und an der Führungsakademie der Bundeswehr eingesetzt. Außerdem wirkte er für drei Jahre an der Christian-Albrechts-Universität zu Kiel. Lohmann war von 1996 bis 1998 Kommandeur der Flugabwehrraketengruppe 25 und von 1998 bis 2001 Leiter des Sozialwissenschaftlichen Instituts der Bundeswehr (SOWI). Seit seinem Ruhestand als Oberst i. G. ist er selbständig und ehrenamtlich tätig.

## Schriften (Auswahl)
- mit Gerhard Kümmel, Paul Klein: Zwischen Differenz und Gleichgewicht. Die Öffnung der Bundeswehr für Frauen (= Berichte des Sozialwissenschaftlichen Instituts der Bundeswehr. 69). Sozialwissenschaftliches Institut der Bundeswehr, Strausberg 2000.